# Pleiospermium
Pleiospermium es un género con siete especies de plantas de flores perteneciente a la familia Rutaceae.

## Especies seleccionadas
- Pleiospermium alatum
- Pleiospermium annamense
- Pleiospermium dubium
- Pleiospermium latialatum
- Pleiospermium littorale
- Pleiospermium longisepalum
- Pleiospermium sumatranum